# Route 190 (Nouveau-Brunswick)
Pour les articles homonymes, voir Route 190.
La route 190 est une route secondaire du Nouveau-Brunswick située dans l'ouest de la province, entre la frontière américaine et Perth-Andover. Elle mesure 6,4 km (4 mi).

## Description du tracé
La route 190 débute à la frontière entre le Canada et les États-Unis, au poste douanier de Carlingford, comme prolongement de la SR 161 en provenance du Maine. Elle traverse d'abord Carlingford, puis, croise la route 2, avant de terminer son trajet sur la route 130, au sud de Perth-Andover. 

## Histoire
La route 190 était autrefois numérotée route 7, puis route 19 de 1965 à 1984, avant qu'elle ne soit numérotée 190 en 1984. Le pont au-dessus du fleuve Saint-Jean  fut construit en 2003 lors des améliorations de la Route Transcanadienne. Ce pont fait partie de la route 109, qui fut prolongée vers l'ouest, tandis que la route 190 fut raccourcie. 

## Intersections majeures
| Comté                 | Ville         | km   | Destinations                                                  | Notes                      |
| --------------------- | ------------- | ---- | ------------------------------------------------------------- | -------------------------- |
| Victoria              | Carlingford   | 0,00 | SR 161 nord – Fort Fairfield, Caribou                         | Continue au Maine          |
| Victoria              | Carlingford   | 0,00 | Frontière canado-américaine                                   |                            |
| Victoria              | Perth-Andover | 6,30 | NB-2 – Fredericton, Edmundston                                | Sortie 115 de la NB-2      |
| Victoria              | Perth-Andover | 6,40 | NB-109 sud vers NB-105 / NB-130 – Perth-Andover, Plaster Rock | Terminus nord de la NB-109 |
| - Transition de route |               |      |                                                               |                            |